# Miguel Cortez
Miguel Bolita Cortez (* Guayaquil, Provincia del Guayas, Ecuador, 21 de enero de 1988) es un futbolista ecuatoriano que juega de volante ofensivo en el club Nueve de Octubre de Ecuador.

## Trayectoria
Se inició como futbolista en las Categorías menores del Club Sport Emelec de Guayaquil, club donde llegó a los 14 años de edad. En el 2007 debutó en Primera División, fue el 13 de julio en el Estadio Capwell ante Macará, entrando al cambio.
A mediados del 2008 pasa al Panamá SC, el 2010 al Santa Rosa FC, el 2011 al Nueve de Octubre.

## Clubes
| Club   | País    | Año       |
| ------ | ------- | --------- |
| Emelec | Ecuador | 2002-2008 |
| Panamá | Ecuador | 2008-?    |